# Древните
Древните (на английски: The Originals) е американски свръхестествен хорър-фентъзи сериал, разработен от Джули Плек.
Сериалът стартира на 3 октомври 2013 г. На 13 февруари 2014 г. американският канал The CW, обявява, че сериалът е подновен за втори сезон, който започва на 6 октомври с. г. На 11 януари 2015 г. е обявено, че сериалът е подновен за трети сезон. На 10 май 2017 г. The CW подновява сериала за пети сезон, който ще е последен.

## Сюжет
Шоуто е спин-оф на „Дневниците на вампира“, който проследява живота на древните вампири: Клаус (Джоузеф Морган), Илайджа (Даниел Гилийс) и Ребека (Клеър Холт) Майкълсън. В епизода, които се излъчи на 25 април 2013, стана ясно, че Хейли (Фийби Тонкин) е бременна с детето на Клаус. Марсел, протежето на Клаус, е взел властта в Ню Орлиънс и Клаус трябва да се изправи срещу него, за да си върне градът, който е построил. Клаус иска отново да стане крал на града. „Всеки крал се нуждае от наследник“, казва Клаус, приемайки детето си. 

## Актьорски състав
| Актьор              | Роля              | Епизоди |
| ------------------- | ----------------- | ------- |
| Джоузеф Морган      | Никлаус Майкълсън | 92      |
| Даниел Гилийс       | Илайджа Майкълсън | 90      |
| Клеар Холт          | Ребека Майкълсън  | 51      |
| Фийби Тонкин        | Хейли Маршал      | 85      |
| Чарлс Майкъл Дейвис | Марселъс Жерард   | 90      |
| Лия Пайпс           | Камил О'Конъл     | 53      |
| Даниел Кембъл       | Давина Клеър      | 56      |
| Юсуф Гейтууд        | Винсент Грифит    | 54      |
| Райли Воелкел       | Фрея Майкълсън    | 54      |

### Главни актьори
- Джоузеф Морган като Никлаус Майкълсън
- Даниел Гилийс като Илайджа Майкълсън
- Клеар Холт като Ребека Майкълсън
- Фийби Тонкин като Хейли Маршал
- Чарлс Майкъл Дейвис като Марселъс Жерард
- Даниел Кембъл като Давина Клеър
- Лия Пайпс като Камил О'Конъл
- Даниела Пинеда като Софи Деверо
- Юсуф Гейтууд като Винсент Грифит
- Райли Воелкел като Фрея Майкълсън
- Натаниел Бузолик като Кол Майкълсън

### Поддържащи актьори
- Стивън Крюгър като Джошуа Росза
- Нейтън Парсънс като Джаксън Кенър
- Чейс Колман като Оливър
- Себастиан Роче като Майкъл
- Алис Евънс като Естер
- Ека Дарвил като Диего
- Чалард Харис като Тиери Ванктър
- Шанън Кейн като Сабин Лорент/Селесте Дубос
- Тод Сташвик като Кийрън О'Конъл
- Елиз Левеск като Дженевив
- Мейси Ричардсън-Селърс като Ева Синклеър/Ребека Майкълсън
- Клаудия Блек като Далия
- Даниел Шарман като Кейлъб Уестпъл/Кол Майкълсън
- Кери Лин Прат като Мери-Алис Клеър
- Колин Уудел като Ейдън
- Ниши Мунши като Джия
- Йоханс Майлс като Джо Дейтън
- Кристина Моузес като Кейлин Мауракс

## Списък с епизоди
| Сезон | Сезон | Епизоди | Излъчване       | Излъчване     |
| Сезон | Сезон | Епизоди | Премиера        | Финал         |
| ----- | ----- | ------- | --------------- | ------------- |
|       | Pilot | 1       | 25 април 2013   | 25 април 2013 |
|       | 1     | 22      | 3 октомври 2013 | 13 май 2014   |
|       | 2     | 22      | 6 октомври 2014 | 11 май 2015   |
|       | 3     | 22      | 8 октомври 2015 | 20 май 2016   |
|       | 4     | 13      | 17 март 2017    | 23 юни 2017   |
|       | 5     | 13      | 18 април 2018   | 1 август 2018 |

### Рейтинг
| Сезон | Епизоди | Подзаглавие                                                                          | Време на излъчване                          | Сезонна премиера и рейтинг (в милиони) | Финал на сезона и рейтинг (в милиони) | Среден рейтинг (в милиони) |
| ----- | ------- | ------------------------------------------------------------------------------------ | ------------------------------------------- | -------------------------------------- | ------------------------------------- | -------------------------- |
| 1     | 22      | „Вражда“ („Bad blood“)                                                               | Вторник, 20:00 ч. САЩ                       | 3 октомври 2013 (2.21)                 | 13 май 2014 (1.76)                    | 2.61                       |
| 2     | 22      | „Яж, пий и бъди предпазлив“ („Eat, drink, and be wary“)                              | Понеделник, 20:00 ч. САЩ                    | 6 октомври 2014 (1.37)                 | 11 май 2015 (1.19)                    | 1.81                       |
| 3     | 22      | „Греховете от миналото ще ги преследват“ („Sins of the past will hunt them“)         | Четвъртък, 21:00 ч. САЩ Петък, 21:00 ч. САЩ | 8 октомври 2015 (0.89)                 | 20 май 2016 (0.85)                    | 1.44                       |
| 4     | 13      | „Злото ни съпътства...Винаги и завинаги“ („Evil walks with us...Always and forever“) | Петък, 20:00 ч. САЩ                         | 17 март 2017 (1.05)                    | 23 юни 2017 (0.80)                    |                            |
| 5     | 13      | „Семейство. Винаги и завинаги.“ („Family. Always and forever.“)                      | Сряда, 21:00 ч. САЩ                         | 18 април 2018 (0.97)                   | 1 август 2018 (0.86)                  |                            |

## Награди и номинации
| Година | Категория                                          | Номиниран                     | Резултат   |
| ------ | -------------------------------------------------- | ----------------------------- | ---------- |
| 2014   | Favorite New TV Drama                              | Древните                      | Номиниран  |
| 2014   | Favorite Actor in a New Series                     | Джоузеф Морган                | Печели     |
| 2014   | Choice TV Actor Fantasy/Sci-Fi                     | Джоузеф Морган                | Номиниран  |
| 2014   | Choice TV Actress Fantasy/Sci-Fi                   | Клеър Холт                    | Номинирана |
| 2014   | Outstanding Hairstyling For A Single-Camera Series | Колийн Лабаф Кимбърли Спитери | Номинирани |
| 2015   | Choice TV Actor Fantasy/Sci-Fi                     | Джоузеф Морган                | Номиниран  |
| 2016   | Choice TV Actor Fantasy/Sci-Fi                     | Джоузеф Морган                | Номиниран  |

## Спинофф
През август 2017 г. е обявено, че се развива спинофф фокус върху Хоуп Майкълсън, дъщерята на Клаус и Хейли. Джули Плек, съ-създател на „Дневниците на вампира“ и създател на „Древните“, написа сценария и е кредитирана за създаването на поредицата. През януари 2018 г. беше разкрито, че снимките за пилота ще влязат в производство през второто тримесечие на 2018 г. През март 2018 г. беше обявено, че действително завъртането е поръчано за пилотиране, но вместо традиционен пилот, Plec ще представи петнадесет минути пилотно представяне на серията на The CW. Беше обявено и че ветеранът на „Дневниците на вампира“ Мат Дейвис ще участва в проекта заедно с Ария Шахгасеми, Куинси Фокс, Джени Бойд и Кайли Брайънт. Шахгасеми ще дебютира в петия сезон на Древните като приятел на Хоуп Ландън.
На 11 май 2018 г. е обявено, че спинофът, озаглавен „Вампири: Наследство“, е поръчан за сериали за сезон 2018 – 19. Шоуто ще се съсредоточи около 17-годишната Хоуп, заедно с дъщерите-близнаци на Аларик Салцман и други млади вещици, вампири и върколаци“, докато живеят в интерната за млади и надарен в Мистик Фолс.